# Ciclo Transcrítico
O ciclo transcritical é um ciclo termodinâmico onde o trabalho do fluido vai através de estados subcrítico e de fluido supercrítico. Esse é o mesmo caso do dióxido de carbono, CO2, é um refrigerante.
O moderno ciclo transcrítico estava desenvolvendo em 1988–1991 pelo professor norueguês 
Gustav Lorentzen (1915–1995) .